# Crocidura rapax
Crocidura rapax là một loài động vật có vú trong họ Chuột chù, bộ Soricomorpha. Loài này được G. Allen mô tả năm 1923.